# Gle Tongpudeng
Gle Tongpudeng är en kulle i Indonesien.   Den ligger i provinsen Aceh, i den västra delen av landet, 1 800 km nordväst om huvudstaden Jakarta. Toppen på Gle Tongpudeng är 220 meter över havet.
Terrängen runt Gle Tongpudeng är varierad.Runt Gle Tongpudeng är det ganska tätbefolkat, med 90 invånare per kvadratkilometer. I omgivningarna runt Gle Tongpudeng växer i huvudsak städsegrön lövskog.